# Cyphostemma lentianum
Cyphostemma lentianum là một loài thực vật hai lá mầm trong họ Nho. Loài này được (Volkens & Gilg) Desc. miêu tả khoa học đầu tiên năm 1967.